# Michaił Prozorow
Michaił Prozorow (ur. 30 października 1860 w Würzburgu, zm. po 1914 roku) – rosyjski architekt związany z Wilnem, autor licznych budowli w stolicy Litwy, m.in. kienesy karaimskiej oraz budynku Rosyjskiego Banku Państwowego przy dawnej ulicy Mickiewicza.
Ukończył szkołę realną w Wilnie, po czym kształcił się w Instytucie Cywilnej Inżynierii w Petersburgu. W 1890 roku otrzymał nominację na naczelnego architekta prawosławnej eparchii wileńskiej i litewskiej.
Zaprojektował ponad 50 budynków na terenie Wilna – w tym liczne świątynie prawosławne (cerkiew na Zwierzyńcu, 1900–03, cerkiew św. Aleksandra Newskiego, cerkiew św. Michała Archanioła), kienesę karaimską (1911). Wsławił się też projektowaniem budynków użyteczności publicznej, m.in. sądów na Łukiszkach (1895–97), Azowo-Dońskiego Banku czy Rosyjskiego Banku Państwowego przy Prospekcie Georgijewskim 3 (w II RP ul. Mickiewicza, obecnie Giedymina).
Jego budowle wyrażają ducha modernizmu oraz monumentalnego neoklasycyzmu, nie brak w nich również elementów secesyjnych.
Prozorow był zaangażowany w życie rosyjskiej społeczności Wilna – w latach 1901–14 sprawował mandat radnego lokalnej Rady Miejskiej.